# Bernard Natan
Pour les articles homonymes, voir Natan.
Bernard Natan, né Nahum Tannenzapf le 14 juillet 1886 à Iași (Roumanie) et mort en novembre 1942 à Auschwitz, est un producteur franco-roumain. Dans les années 1920 et 1930, il produit et développe l'exploitation cinématographique grâce à l'acquisition de nombreuses salles de cinéma.
Personnalité pionnière et controversée, Bernard Natan acquiert en 1929 Pathé, qui était l'une des deux plus importantes sociétés de cinéma françaises. Pathé-Natan s'effondre en 1935.
Bernard Natan est attaqué sans répit par la presse française durant les années 1930  sur fond d'antisémitisme. Fin 1938, Bernard Natan est accusé d'escroquerie et écroué. Il est condamné à de la prison ferme où il se trouvera lors de l'occupation allemande. Diffamé et persécuté par le régime de Vichy qui lui retire sa nationalité française, il est livré aux nazis puis déporté et meurt en camp d'extermination.
Il contribue de manière importante à développer et professionnaliser l'industrie du cinéma en France entre les deux guerres mondiales.

## Biographie
Nahum Tanenzaph naît le 14 juillet 1886 de parents juifs à Iași en Roumanie près de la frontière russo-roumaine.
Il s'installe en France en 1906 et débute dans le cinéma en tant que projectionniste.
Il fonde dès 1910 la société cinématographique Ciné-actualités puis Rapid-film, entreprise de tirages de films, qui connaîtra une expansion constante.
Pris dans la campagne menée par le sénateur René Bérenger contre « le caractère jugé obscène du cinématographe », Bernard Natan et ses deux associés sont, avec quatre-vingts autres hommes du métier, poursuivis en justice. Bernard Natan, alors âgé de 26 ans, est condamné en 1911 à 1 000 francs d'amende et quatre mois de prison,. Pour cet « outrage aux bonnes mœurs », la peine de prison est légère car il s'agit de films dits « grivois »,. Selon l'historien français du cinéma Jean-Pierre Jeancolas, la condamnation est bien plus lourde puisque Natan est privé de ses droits civiques et son frère est de ce fait obligé de reprendre les mandats sociaux de ses sociétés[source insuffisante]. Ces aspects font l'objet de la controverse majeure de sa biographie (Voir la section #Controverse).
Lors de la déclaration de la Première Guerre mondiale, il se présente à la mairie du 10e arrondissement de Paris dès le 2 août 1914 et s'engage dans la Légion étrangère comme volontaire étranger, pour la durée de la guerre. Il passe 21 mois au front, est victime d'une attaque au gaz de combat en 1916, et est cité à l’ordre de la division. Libéré le 11 octobre 1918, il est naturalisé Français en 1921 et francise son nom en « Bernard Natan ».  Il reçoit la Croix de guerre, qui lui vaut l'effacement de sa condamnation judiciaire de 1911. 
Dans les années 1920, Bernard Natan, en complément de la gestion de son propre laboratoire Rapid Film de développement de films, travaille aussi pour Paramount Pictures. En 1926, il ajoute deux ateliers à Rapid Films pour le son sur disque. Il produit également les films d'autres studios,.
Il est par ailleurs actionnaire et administrateur du Moulin Rouge[source insuffisante].
Avec Rapid Film, Bernard Natan va de l'avant, il filme les victoires au tennis de Suzanne Lenglen, le match de boxe Georges Carpentier contre le Battling Siki, et est sélectionné par le Comité international olympique pour filmer les Jeux olympiques de 1924.
En 1927, Natan fonde une nouvelle societé, Les Productions Natan, et est nommé membre du comité exécutif de la fédération des employeurs cinématographiques.
En octobre 1929, il lance la diffusion du premier film français parlant, Les Trois Masques au Marivaux-Pathé, puis le second dessin animé de Mickey (The Opry House), dans la même salle, un mois plus tard,.
En février 1929, Bernard Natan s'associe avec Paul Thomas et achète la société Pathé, qui est alors la plus grande compagnie de cinéma de France. Il accepte de fusionner son propre studio, Rapid Films (qui valait 25 millions de francs) avec Pathé en échange de 50 millions de francs en actions. Après la fusion, Natan renomme la société « Pathé-Natan »,,.
L'entreprise se lance dans l'acquisition d'un réseau de salles. En un an, Pathé parvient à prendre le contrôle de 56 cinémas : le Louxor, le Max Linder, le Palais Montparnasse, etc. Le groupe fait également construire deux cinémas sur les Champs-Élysées, le Marignan et l'Ermitage. La firme Pathé-Natan relance à la fois la production et l’exploitation ,.
Pathé subissait déjà une situation financière difficile. La reprise de Bernard Natan coïncide avec la Grande Dépression de 1929 qui atteint tous les secteurs de l'économie,,.
Bernard Natan tente de renflouer les caisses de Pathé et de moderniser les studios et leurs méthodes de travail. Il reprend un autre studio, la Société des cinéromans, d'Arthur Bernède et Gaston Leroux, qui permet à Pathé-Natan d'étendre ses activités à la manufacture électronique et à la projection.
En novembre 1929, Bernard Natan s'associe avec l'Écossais John Logie Baird en fondant la première compagnie de télévision de France, dénommée « Télévision-Baird-Natan ». Le 3 novembre 1930, le théâtre de L'Olympia accueille une démonstration publique de télévision système Baird-Natan. Sur un écran formé de 1 200 ampoules, le fantaisiste Jean Marsac apparaît devant les premiers téléspectateurs français. La démonstration n'aura pas de suites commerciales.
Bernard Natan relance les films d'actualité Pathé Journal, qui n'ont plus vu le jour depuis 1927. Les années 1930 constituent un âge d'or des actualités cinématographiques auquel Pathé Journal participe.

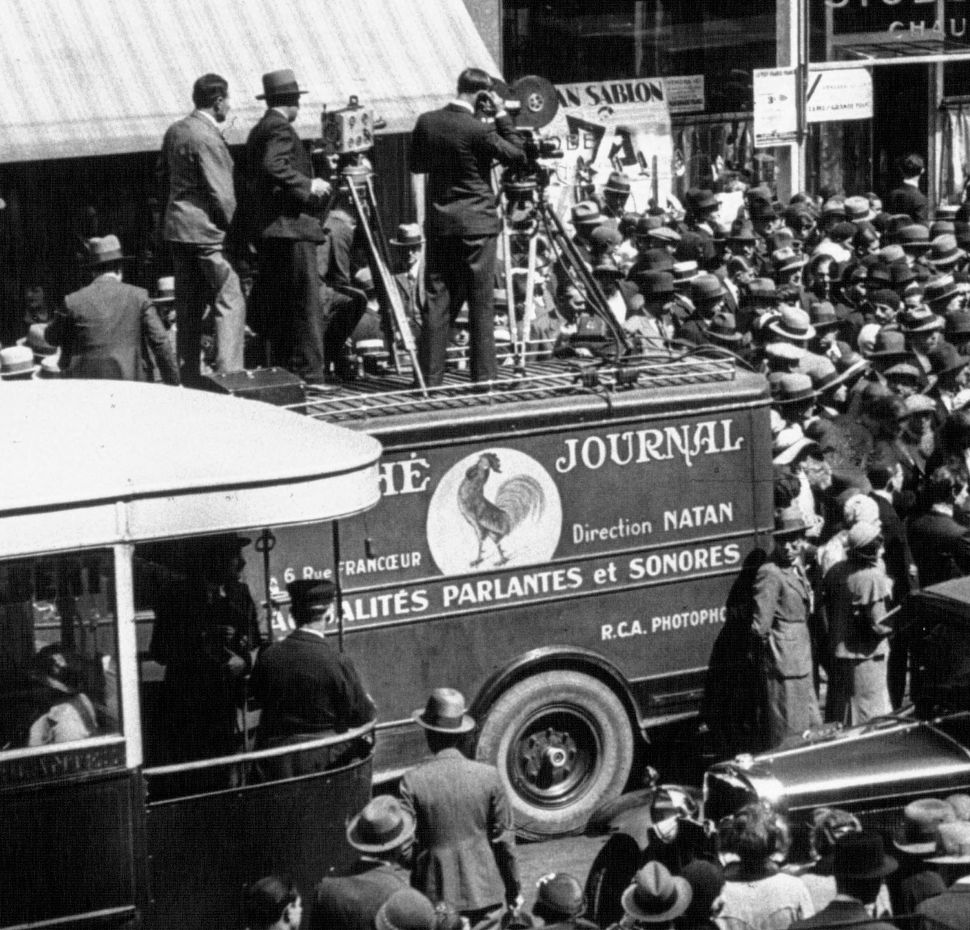
Une équipe de reportage du Pathé Journal en action avenue de l'Opéra en 1932.

Avec Fernand Vitus et la société anonyme Radio-Natan-Vitus filiale de Pathé Journal, il prend le contrôle d'une station de radio à Paris, Radio Vitus, qui deviendra un véritable empire radiophonique,,,.
Entre 1930 et 1935, la compagnie Pathé-Natan réalise 100 millions de francs de profits et produit plus de 60 films (autant que les studios américains de l'époque).
Dans le but de financer l'expansion de la société, le conseil de direction (qui comprend toujours Charles Pathé) vote en 1930 la vente de 105 millions de francs d'actions. Mais avec la dépression, l'augmentation de capital prévue ne pourra se faire qu'à 50 %. L'une des banques qui avait investi fait faillite et la société Pathé est forcée de continuer à acheter et équiper des salles de cinéma, sans en avoir financièrement les moyens. Elle finit par perdre plus d'argent qu'elle n'en gagne. En 1936 Pathé tombe en banqueroute,,,.
Bernard Natan est attaqué sans répit par la presse française, qui critique sa façon de diriger son groupe. Plusieurs de ces attaques sont d'ordre antisémite,.
La chute de Pathé amène la justice française à l'inculper pour escroquerie. Le 20 décembre 1938 la police vient l’arrêter à son domicile parisien. Il est accusé d'avoir créé des sociétés fictives, et de mauvaise gestion des affaires. De lourdes peines de prison s’abattent sur lui au fil des procès,. Le 1er janvier 1939, dans le journal antisémite Le Défi, Jean-Charles Legrand affirme que Bernard Natan a agit avec d'autres administrateurs des affaires Pathé et indique que « de tout temps le cinéma fut le repaire des Juifs, [le cinéma est] devenu une immense entreprise de filouteries, […] car le Juif souille et corrompt tout ce qu'il approche ». Puis, le 22 janvier 1939, le Journal de Confolens (qui deviendra par la suite le Journal du Confolentais au service de l'œuvre de rénovation nationale du Maréchal Pétain) accuse Bernard Natan d'avoir escroqué 700 millions de francs, alors que selon Le Défi il s'agissait de 400 millions, et le qualifie de « juif d'origine incertaine, […] le type de ces indésirables qui pullulent sur sur notre sol et qui font des fortunes rapides aux dépens de l'épargne française ».
En septembre 1941, l’exposition de propagande antisémite « Le Juif et la France », à l’initiative des occupants allemands et de l’Institut d’études juives, « dénonce la domination du secteur du cinéma par les Juifs » ; la photo de Bernard Natan y figure.

Page du journal Ciné-Mondial du 26 septembre 1941.

En 1942, il est déchu de la nationalité française par le Régime de Vichy. Bernard Natan depuis sa cellule de la prison de Fresnes écrit au ministre de la justice faisant valoir le fil de sa vie exemplaire au service de la France, lettre restée sans réponse. Il sort de prison en septembre 1942,,, et est envoyé au camp de Drancy.
Le gouvernement de collaboration français le livre ensuite en tant que Juif apatride aux forces d'occupation allemandes le 23 septembre 1942. Il est alors déporté au camp d'extermination d'Auschwitz, par le convoi no 37, en date du 25 septembre 1942 et meurt quelques mois après,. Son nom est inscrit sur le mémorial de la Shoah, dalle no 109, colonne no 37, rangée no 1.

## Controverse
Si les débuts de Bernard Natan dans la production cinématographique sont mal connus, c'est notamment parce qu'ils ont été interrompus par des poursuites à l'origine de la légende du « Bernard Natan pornographe ». Dans un livre publié en 2004, son neveu, l'éditeur et écrivain résistant André Rossel-Kirschen (1926-2007), narre que Bernard Natan, alors âgé de 26 ans, est condamné en 1911 à 1 000 francs d'amende et quatre mois de prison pour « outrages aux bonnes mœurs ». Sa condamnation est due à la production et réalisation d'un film intitulé Chevalier Vaselinus, pour la diffusion duquel Grognet & Cie a été condamnée en même temps que Bernard Natan,,,[source insuffisante]. L'historien du cinéma Jean-Pierre Jeancolas explique pour sa part que Bernard Natan a été privé de ses droits civiques dans le cadre de cette condamnation,[source insuffisante]. La Croix de guerre, que lui vaut son courage d'engagé volontaire en 1914, permet l'effacement de cette condamnation en 1919,. 
Par la suite, c'est la presse d'extrême droite qui lui reproche d'avoir été un pornographe dans des campagnes sur fond d'antisémitisme.
Pour l'historien français du cinéma Jean-Pierre Jeancolas, qui cite notamment un ancien employé de Bernard Natan dans son article de 1991 Cinéma des années 30 : la crise et l'image de la crise, les frères Natan étaient victimes de maîtres-chanteurs. Ils les payaient probablement grâce à une double comptabilité qui séparait les flux financiers légaux des flux illégaux. Ces maîtres-chanteurs auraient contribué au harcèlement des frères par le régime de Vichy et par l'occupant nazi.
Selon un article de Joseph W. Slade de 1993, la société Rapid Films de Bernard Natan fournissait des films pornographique à la société Grognet & Cie, qui les diffusait au travers d'un réseau de salles clandestines et de maisons closes. Parmi les œuvres des années 1920 citées par Slade figurent Le Ménage moderne de madame Butterfly, attribution à Bernard Natan controversée, La Maîtresse du Capitaine de Meydeux, Le Fameux Champignon et autres. Slade appuie notamment son article sur les travaux d'Ado Kyrou, journaliste de la revue de référence de l'Institut Lumière, Positif.
Ces affirmations, reprises par The Journal of Film and Video, ont mené André Rossel-Kirschen à demander un droit de réponse à Joseph W. Slade, refusé par le périodique. André Rossel-Kirschen remet aussi en cause des attributions de films à Bernard Natan par la revue Positif de 1964, et critique le manque de connaissances du domaine de Slade.
Les films cités sont conservés dans quelques cinémathèques, indique André Rossel-Kirschen, qui ajoute (page 53 de son livre), qu'il a pu lui-même en visionner la plupart à l'Institut Kinsey. Il apparaît ainsi que l'acteur était beaucoup plus jeune, entre 18 et 25 ans, alors que Bernard Natan avait 40 ans en 1926, ce qui contredit sa participation alléguée,.
L'historienne Dominique Missika, dans L'Affaire Bernard Natan, dédié aux petites filles de Bernard Natan, estime pour sa part que ces arguments sont des calomnies antisémites et qualifie Joseph W. Slade d'« ennemi irréductible » de Bernard Natan.

## Filmographie

### Producteur
- 1920 : Le Ménage moderne de madame Butterfly, attribution à Bernard Natan controversée[30]
- 1926 : La Femme nue de Léonce Perret
- 1926 : La Châtelaine du Liban de Marco de Gastyne
- 1927 : La Madone des sleepings d'Henri Diamant-Berger
- 1927 : Éducation de prince, d'Henri Diamant-Berger
- 1929 : La Merveilleuse Vie de Jeanne d'Arc, fille de Lorraine de Marco de Gastyne
- 1929 : Les Trois Masques d'André Hugon
- 1930 : Lévy et Cie d'André Hugon
- 1930 : Le Roi des resquilleurs de Pierre Colombier
- 1930 : Accusée, levez-vous ! de Maurice Tourneur
- 1930 : Autour de l'Argent de Jean Dréville
- 1930 : Chacun sa chance de Hans Steinhoff
- 1930 : Chiqué de Pierre Colombier
- 1930 : La Petite Lise de Jean Grémillon
- 1931 : Après l'amour de Léonce Perret
- 1931 : Le Rêve de Jacques de Baroncelli
- 1931 : Faubourg Montmartre de Raymond Bernard
- 1932 : Les Croix de bois de Raymond Bernard
- 1932 : L'affaire est dans le sac de Jacques Prévert
- 1932 : L'Âne de Buridan d'Alexandre Ryder
- 1932 : Au nom de la loi  de Maurice Tourneur
- 1932 : Les Gaîtés de l'escadron de Maurice Tourneur
- 1932 : Mélo de Paul Czinner
- 1933 : Théodore et Cie de Pierre Colombier
- 1933 : Six Cent Mille Francs par mois de Léo Joannon
- 1933 : Les Deux Orphelines de Maurice Tourneur
- 1934 : Amok de Fedor Ozep
- 1934 : Les Misérables de Raymond Bernard
- 1934 : La Croisière jaune d'André Sauvage puis Léon Poirier
- 1934 : Le Bonheur de Marcel L'Herbier
- 1934 : Arlette et ses papas d'Henry Roussell
- 1934 : Ces messieurs de la Santé de Pierre Colombier
- 1934 : Le Dernier Milliardaire de René Clair
- 1934 : Sapho de Léonce Perret
- 1934 : Tartarin de Tarascon de Raymond Bernard
- 1934 : L'Homme mystérieux (autre titre : Obsession) de Maurice Tourneur
- 1935 : L'Équipage d'Anatole Litvak
- 1935 : Justin de Marseille de Maurice Tourneur

## Documentaires et fiction
En 2013, un documentaire consacré à Bernard Natan est réalisé par les Irlandais Paul Duane et David Cairns, : Natan, l'histoire effacée d'un génie du cinéma.
Bernard Natan, le fantôme de la rue Francoeur, un documentaire de Francis Gendron en collaboration avec Alain Braun (production Label, Evasion en Vidéo, Metaction), 2018, 1 h 23
Son histoire est également évoquée à travers le personnage d'André Korben dans le film Planetarium, de Rebecca Zlotowski, sorti en 2016 .